# Wiesława Dembińska
Wiesława Dembińska (ur. 23 września 1936 w Warszawie, zm. 14 sierpnia 2025) – polska operator dźwięku.
Absolwentka Wydziału Reżyserii Dźwięku Państwowej Wyższej Szkoły Muzycznej w Warszawie. Laureatka nagród za dźwięk na Festiwalu Polskich Filmów Fabularnych w Gdyni, Ogólnopolskim Festiwalu Filmów Krótkometrażowych w Krakowie i na Lubuskim Lecie Filmowym w Łagowie.

## Wybrana filmografia
jako operator dźwięku:

- Bariera (1966)
- Wszystko na sprzedaż (1968)
- Polowanie na muchy (1969)
- Życie rodzinne (1970)
- Krajobraz po bitwie (1970)
- Brzezina (1970)
- Wesele (1972)
- Iluminacja (1972)
- Bilans kwartalny (1974)
- Smuga cienia (1976)
- Barwy ochronne (1976)
- Spirala (1978)
- Constans (1980)
- Rok spokojnego słońca (1984)
- Anioł w szafie (1987)
- Nocny gość (1989)
- Życie za życie. Maksymilian Kolbe (1990)
- Kiedy rozum śpi (1992)
- Dotknięcie ręki (1992)

## Nagrody
- 1971 – Nagroda za dźwięk w filmie Krajobraz po bitwie na Lubuskim Lecie Filmowym w Łagowie
- 1980 – Nagroda za dźwięk w filmie Adam Karaś Film na Ogólnopolskim Festiwalu Filmów Krótkometrażowych w Krakowie
- 1987 – Nagroda za dźwięk w filmie Anioł w szafie na Festiwalu Polskich Filmów Fabularnych w Gdyni
- 1988 – Nagroda Szefa Kinematografii za twórczość filmową w dziedzinie filmu fabularnego za rok 1987 (dźwięk w filmie Anioł w szafie)
- 2014 – Nagroda Stowarzyszenia Filmowców Polskich za całokształt osiągnięć artystycznych